# Galeniszki
Galeniszki (lit. Galiniškė) − wieś na Litwie, w okręgu uciańskim, w rejonie ignalińskim, w gminie Dukszty. W 2011 roku liczyła 4 mieszkańców.

## Historia
W czasach zaborów w gminie Sołoki, w powiecie nowoaleksandrowskim, w guberni wileńskiej Imperium Rosyjskiego.
W dwudziestoleciu międzywojennym zaścianek leżał w Polsce, w województwie nowogródzkim (od 1926 w województwie wileńskim), w powiecie brasławskim (od 1926 w powiecie święciańskim), w gminie Dukszty.
Powszechny Spis Ludności z 1921 roku nie podał danych dotyczących miejscowości. W 1931 w 4 dmach zamieszkiwało 21 osób.
Wierni należeli do parafii rzymskokatolickiej w Duksztach. Podlegała pod Sąd Grodzki w Święcianach i Okręgowy w Wilnie; właściwy urząd pocztowy mieścił się w m. Duksztach.